# Brabant Fantasy
Brabant Fantasy is een compositie voor harmonieorkest of fanfare van de Nederlandse componist Kees Vlak. Na zijn Fryske Fantasie (1975), de Limburg fantasie (1979) is deze Brabant Fantasy in de derde fantasie gebaseerd op oude liederen uit een Nederlandse provincie. Kees Vlak schreef deze fantasie ter gelegenheid van het zestigjarig bestaan van de Fanfare "St. Cecilia", Maashees. Het werk werd in België bekroond met de compositieprijs van de Kempen.